# Taslima Nasreen
Taslima Nasreen (nota anche come Taslima Nasrin, in bengali তসলিমা নাসরিন; Mymensingh, 25 agosto 1962) è una scrittrice ed attivista femminista dei diritti umani bangladese naturalizzata svedese.
Per i suoi meriti le è stato riconosciuto il Premio Sakharov per la libertà di pensiero nel 1994 e l'Humanist Awards dall'Unione internazionale etico-umanistica nel 1996. Membro onorario del National Secular Society
e membro del Consiglio emerito di Reporter senza frontiere, i suoi libri sono stati tradotti in 20 lingue ma la sua autobiografia è vietata in Bangladesh. Al riguardo il governo si è giustificato affermando che «contengono sentimenti anti-islamici ed affermazioni che potrebbero distruggere l'armonia religiosa del Bangladesh».
Costretta all'esilio dal 1994 per sfuggire alle minacce di morte da parte di fondamentalisti islamici, ha conservato la cittadinanza bengalese ma il suo governo non ha mai preso provvedimenti per consentirle un ritorno in patria sicuro. Nel marzo 2007 un gruppo musulmano indiano ha posto anche una taglia di 500.000 rupie per la sua decapitazione. Cresciuta in una famiglia di fede musulmana, Nasreen afferma di essere diventata atea. Dal 2012 risiede in India con permessi di soggiorno temporanei.
Per le minacce subite dagli integralisti islamici è stata definita «la Salman Rushdie donna».

## Biografia
Taslima Nasrin è nata a Mymensingh. Suo padre era medico e professore di medicina legale. 
Nella sua autobiografia My Girlhood (1997) ricorda di essere stata abusata sessualmente da parenti ed altri uomini quando era ancora giovanissima. Questi episodi avrebbero avuto un grande peso sulla sua vita futura, trasformandola in una strenua femminista.
Dopo il diploma ha frequentato il Mymensingh Medical College, laureandosi nel 1984.
Dopo la laurea, ha lavorato presso una clinica di pianificazione familiare a Mymensingh, poi ha esercitato presso il reparto di ginecologia dell'ospedale Mitford di Dacca e presso il reparto di anestesia del Dhaka Medical College and Hospital.
Ancora studentessa si dedicava alla poesia, successivamente anche al giornalismo, acquisendo subito una certa notorietà. Abbandonata la pratica medica, è passata alla letteratura scrivendo una serie di libri in cui si esprime coraggiosamente a favore della parità di diritti per le donne e contro l'oppressione delle minoranze nelle società islamiche, in special modo quella del Bangladesh.
Nel 1993, proprio in seguito ad una serie di articoli di denuncia della condizione femminile nell'Islam, fondamentalisti islamici promulgarono una fatwā contro di lei ed offrirono una taglia sulla sua testa. Quando anche il governo bandì il suo libro intitolato Lajja, (parola benghalese per vergogna) ove parlava sulle torture subite dalla minoranza induista in Bangladesh, aumentarono ancor più le minacce di morte e si vide confiscato anche il passaporto.
Nel 1994 gruppi organizzati vicini a religiosi fondamentalisti ne chiesero l'impiccagione dopo che sul quotidiano The Statesman era comparsa la seguente sua affermazione: «"[…] il Corano dovrebbe essere rivisto completamente». Il governo a quel punto non solo non prese provvedimenti contro chi la minacciava, ma spiccò anche un mandato di arresto per portarla in giudizio accusandola di blasfemia. Temendo una condanna fino a due anni e il rischio di essere uccisa in carcere, Nasrin si nascose e il 9 agosto 1994 ottenne il permesso di lasciare il paese per riparare a Stoccolma.
In quell'anno il Parlamento europeo le assegnò il Premio Sakharov per la libertà di pensiero:
(Parlamento europeo, mercoledì 26 aprile 1995, comma 22)
Nel novembre 2003 il governo del Bengala Occidentale in India bandì il libro di Nasreen intitolato Dwikhandito, terza parte della sua autobiografia. Nel 2004 un religioso indiano musulmano offrì una seconda taglia di 20 000 rupie a chiunque le avesse «annerito» la faccia, gesto considerato gravemente ingiurioso. Il 3 luglio 2005 tentò di declamare un poema contrario alla guerra intitolato America di fronte a una raduno di 6 000 bengalesi che presenti alla North American Bengali Conference al Madison Square Garden, ma non le fu permesso di prendere la parola.
Nel marzo 2006 fu tra i firmatari della lettera Insieme contro il nuovo totalitarismo, la risposta sua e di altri undici illustri intellettuali alle violenze fisiche e verbali seguite alla pubblicazione delle Caricature di Maometto sul Jyllands-Posten con cui si schieravano a difesa dei valori del secolarismo e della libertà. Nel marzo 2007, l'All India Ibtehad Council promise 500 000 rupie per la sua decapitazione. Al riguardo Taqi Raza Khan, il presidente del gruppo,  affermò che l'unico modo per togliere la taglia era che Nasreen «chieda scusa e bruci i suoi libri e fogli».
Il 9 agosto 2007 Nasrin era a Hyderabad per presentare la traduzione in telugu del suo romanzo Shodh, quando venne attaccata da una folla guidata da deputati regionali del All India Majlis-e-Ittehadul Muslimeen (Consiglio per l'unità dei musulmani di tutta l'India).
La settimana successiva, il 17 agosto, i leader musulmani di Calcutta hanno ripreso una vecchia fatwā contro di lei, esortandola a lasciare il Paese e offrendo una somma di denaro illimitata a chiunque l'avrebbe uccisa.
Il 21 novembre la città di Calcutta è stata teatro di violente proteste contro Nasreen, organizzate dall'All India Minority Forum, che hanno causato il caos in città e ha costretto lo spiegamento dell'esercito per ristabilire l'ordine.
Con ancora i disordini in corso, Nasreen fu costretta dalle forze dell'ordine a trasferirsi da Calcutta, sua «città d'adozione», a Jaipur, e il giorno successivo a Nuova Delhi.
Il governo indiano trattenne Nasreen in una località segreta a Nuova Delhi, di fatto agli arresti domiciliari, per più di sette mesi.
Nel gennaio 2008 le venne assegnato il premio Simone de Beauvoir in riconoscimento dei suoi scritti sui diritti delle donne, ma si rifiutò di recarsi a Parigi per ritirare il premio, spiegando: «non voglio lasciare l'India in questa fase e preferisco combattere qui per la mia libertà».
Gli arresti domiciliari acquisirono presto una dimensione internazionale: l'ex ministro degli esteri indiano Muchkund Dubey, in una lettera ad Amnesty International, esortò l'organizzazione a fare pressione sul governo indiano affinché Nasreen potesse tornare a vivere a Calcutta.
A seguito di questi eventi e per non compromettere il rilascio dei visti temporanei da parte delle autorità indiane, decise di sospendere la pubblicazione della sesta parte della sua autobiografia Nei, Kichu Nei (No, niente) e, sotto pressione, cancellò alcuni passaggi di Dwikhandito, il controverso libro che aveva scatenato i disordini a Calcutta.
Il 19 marzo 2008, per non sottostare agli arresti di fatto e per potersi curare adeguatamente, decise di recarsi in Svezia.
Il 21 maggio 2008 ha ricevuto il Premio Simone de Beauvoir da Rama Yade, sottosegretario per gli affari esteri e per i diritti umani, dopo aver incontrato Sihem Habchi, presidente del movimento Ni putes ni soumises. Il 7 luglio 2008 ha ricevuto la cittadinanza onoraria di Parigi, quindi ha chiesto il sostegno del Comune di Parigi per affrontare la sua situazione finanziaria precaria e dal febbraio 2009 ha potuto alloggiare nell'ex convento dei frati minori recolletti, nel X arrondissement.
Nel 2011 è stata invitata al festival letterario Metropolis bleu di Montréal.
Nel dicembre 2012 partecipò attivamente alle proteste successive alla denuncia del caso Nirbhaya: lo stupro e la morte della ventiduenne Jyoti Singh, soprannominata dalla stampa Nirbhaya (senza paura).
Il 23 maggio 2013 era tra i testimonial dell'Organizzazione per la cittadinanza universale (OCU), presentata presso la sede UNESCO di Parigi, per la libera circolazione delle donne e degli uomini nel mondo, ricevendo un simbolico «passaporto di cittadinanza universale».
Nel 2015, minacciata di morte da estremisti legati ad Al Qaida, la Nasreen è stata aiutata il 27 maggio dal Center for Inquiry (CFI) a trasferirsi negli Stati Uniti. Nel giugno 2015 il Center for Inquiry ha dichiarato che «la sua sicurezza è solo temporanea se non può rimanere negli Stati Uniti, motivo per cui CFI ha istituito un fondo di emergenza per aiutarla con cibo, alloggio e i mezzi per sistemarla in sicurezza».
Il 17 agosto 2022, in occasione dell'aggressione a Salman Rushdie, ha pubblicato un articolo su Le Monde: «L'agressione a Salman Rushdie dice ai critici dell'Islam che non saranno al sicuro in nessuna parte del mondo».
Nel settembre 2022 ha espresso il suo sostegno alle manifestazioni in Iran, in seguito alla morte di Mahsa Amini, una giovane donna di origini curde arrestata dalla polizia morale per non aver indossato correttamente il chador e morta per le percosse subite.

## Opere di Taslima Nasrin

### Saggi
- Nirbachito column (Selected Columns), 1990
- Jabo na keno? jabo (Why shouldn't I go? I will), 1991
- Noshto meyer noshto goddo (Fallen prose of a fallen girl), 1992
- ChoTo choTo dukkho kotha (Tale of trivial sorrows), 1994
- Narir Kono Desh Nei (Women have no country), 2007
- Nishiddho (Forbidden), 2014

### Romanzi
- Opprpokkho (Opposition), 1992
- Shodh (Revenge), 1992
- Nimontron (Invitation), 1993
- Phera (Return), 1993
- Lajja, 1993
  -  Taslima Nasreen, Vergogna (Lajja), traduzione di Orsola Fenghi, Milano, Mondadori, 1994, ISBN 978-88-04-39427-3.
- Koio Gia (Tell Him The Secret) 1994
- Forashi Premik (French Lover), 2002
- Shorom (Shame Again), 2009

### Racconti
- Dukkhoboty meye (Sad girls), 1994
- Minu, 2007

### Autobiografie
- Amar Meyebela (My Girlhood), 1997
- Utal Hawa (Wild Wind), 2002
- Ko (Speak Up) o Dwikhondito (Split-up in Two), 2003
- Sei Sob Andhokar (Those Dark Days), 2004
- Ami Bhalo Nei, Tumi Bhalo Theko Priyo Desh (I am not okay, but you stay well my beloved homeland), 2006
- Nei, Kichu Nei (Nothing is there), 2010
- Nirbasan (Exile), 2012

### Poesie
- Shikore Bipul Khudha (Hunger in the Roots), 1982
- Nirbashito Bahire Ontore (Banished Without and Within), 1989
- Amar Kichu Jay Ashe Ne (I Couldn't Care Less), 1990
- Atole Ontorin (Captive In the Abyss), 1991
- Balikar Gollachut (Game of the Girls), 1992
- Behula Eka Bhashiyechilo Bhela (Behula Floated the Raft Alone), 1993
- Ay Kosto Jhepe, Jibon Debo Mepe (Pain Come Roaring Down, I'll Measure Out My Life for You), 1994
- Nirbashito Narir Kobita (Poems From Exile), 1996
- Jolopodyo (Waterlilies), 2000
- Khali Khali Lage (Feeling Empty), 2004
- Kicchukhan Thako(Stay For A While), 2005
- Bhalobaso? Cchai baso (It’s your love! or a heap of trash!), 2007
- Bondini (Prisoner), 2008

## Riconoscimenti
- 1992 – Ananda Purashkar agli scrittori che scrivono in bengalese per Nirbachito Column
- 1992 – Natyasava Award, Bangladesh, 1992
- 1994 – Premio dei Diritti dell'uomo della Repubblica francese
- 1994 – Premio dell'Editto di Nantes
- 1994 – Premio letterario Kurt Tucholsky
- 1994 – Femminista dell'anno dalla Feminist Majority Foundation
- 1994 – Premio Hellman-Hammett dello Human Rights Watch
- 1994 – Premio Associazione umanitaria norvegese
- 1994 – Premio Sakharov per la libertà di pensiero
- 1995 – Ospite del Servizio Tedesco per lo scambio accademico (DAAD)
- 1995 – Premio Monismanien dell'Università di Uppsala
- 1996 – Premio umanitario dell'Unione internazionale etico-umanistica
- 1996 – Premio dell'Accademia internazionale dell'umanesimo
- 2000 – Ananda Purashkar agli scrittori che scrivono in bengalese per Amar Meyebela
- 2000 – Global Leader for Tomorrow del World Economic Forum
- 2002 – Premio Erwin Fischer della Lega internazionale dei non religiosi e atei
- 2002 – Premio «Eroina del pensiero libero» della Freedom From Religion Foundation
- 2003 – Fellowship del Carr Center for Human Rights Policy presso l'Harvard Kennedy School
- 2003 – Premio UNESCO-Madanjeet Singh per la promozione della tolleranza e della non violenza
- 2005 – Grand Prix International Condorcet-Aron (Belgio)
- 2006 – Premio letterario Saratchandra (Bengala Occidentale)
- 2008 – Premio Simone de Beauvoir per la libertà delle donne
- 2009 – Fellowship dell'Università di New York
- 2009 – Woodrow Wilson Fellowship
- 2009 – Premio Feminist Press (New York)
- 2009 – Premio Fighting against Censorship di Producciones Serrano (Bilbao)
- 2013 – Passaporto di cittadinanza universale dell'UNESCO
- 2013 – Premio dell'Accademia reale di scienze, lettere e belle arti del Belgio
- 2014 – Premio Ingemar Hedenius (Svezia)
- 2015 – Premio «L'imperatore non ha vestiti» della Freedom From Religion Foundation

## Onorificenze
- 1995 – Laurea honoris causa conferita dall'Università di Gand
- 2005 – Laurea honoris causa conferita dall'Università Americana di Parigi
- 2008 – Cittadinanza onoraria di Parigi
- 2009 – Medaglia della Città di Lione
- 2011 – Laurea honoris causa conferita dall'Université catholique de Louvain
- 2011 – Cittadinanza onoraria di Esch-sur-Alzette (Lussemburgo)
- 2011 – Cittadinanza onoraria di Metz (Francia)
- 2011 – Cittadinanza onoraria di Thionville (Francia)
- 2011 – Laurea honoris causa conferita dall'Università Paris - Diderot